# Andrea Kimi Antonelli
Andrea Kimi Antonelli (pronunciación en italiano: /anˈdrɛ.a ˈki.mi an.toˈnɛl.li/; Bolonia, Italia; 25 de agosto de 2006), también conocido como Kimi Antonelli, es un piloto de automovilismo italiano. Entre 2019 y 2024 fue miembro del Equipo Júnior de Mercedes. En 2025 es piloto titular de la escudería Mercedes en Fórmula 1, tras ser piloto reserva en 2024.
Ha sido cinco veces campeón de Europa en karting, del Campeonato de Italia de Fórmula 4, Alemania y de los Motorsport Games de la FIA en 2022, también se consagró campeón de la Fórmula Regional de Medio Oriente y de Europa en 2023. En 2024 resultó sexto como debutante en el Campeonato de Fórmula 2 de la FIA con Prema Racing, logrando dos victorias y tres podios.

## Carrera deportiva

### Inicios
Antonelli nació el 25 de agosto de 2006 en Bolonia, Italia. A una edad temprana, Antonelli asistió al ITCS Gaetano Salvemini en Casalecchio di Reno y aprendió a hablar inglés con fluidez durante sus viajes a las carreras. Su padre inicialmente quería que jugara al fútbol en Italia antes de introducirlo en el karting cuando Antonelli mostró más pasión por los deportes de motor.
Antonelli comenzó en el karting a la edad de siete años, obteniendo gran éxito en varias categorías de la disciplina. Ganó la Easykart International Grand Final, la South Garda Winter Cup, y las prestigiosas WSK Champions Cup, la WSK Super Master Series, la WSK Euro Series y fue coronado dos veces seguidas en 2020 y 2021 como campeón europeo de karting CIK-FIA.

### Fórmula 4

#### 2021
En 2021, solo tres semanas después de cumplir 15 años, Antonelli hizo su debut en monoplaza en la quinta ronda del Campeonato de Italia de Fórmula 4 de 2022, conduciendo para Prema en el Red Bull Ring.

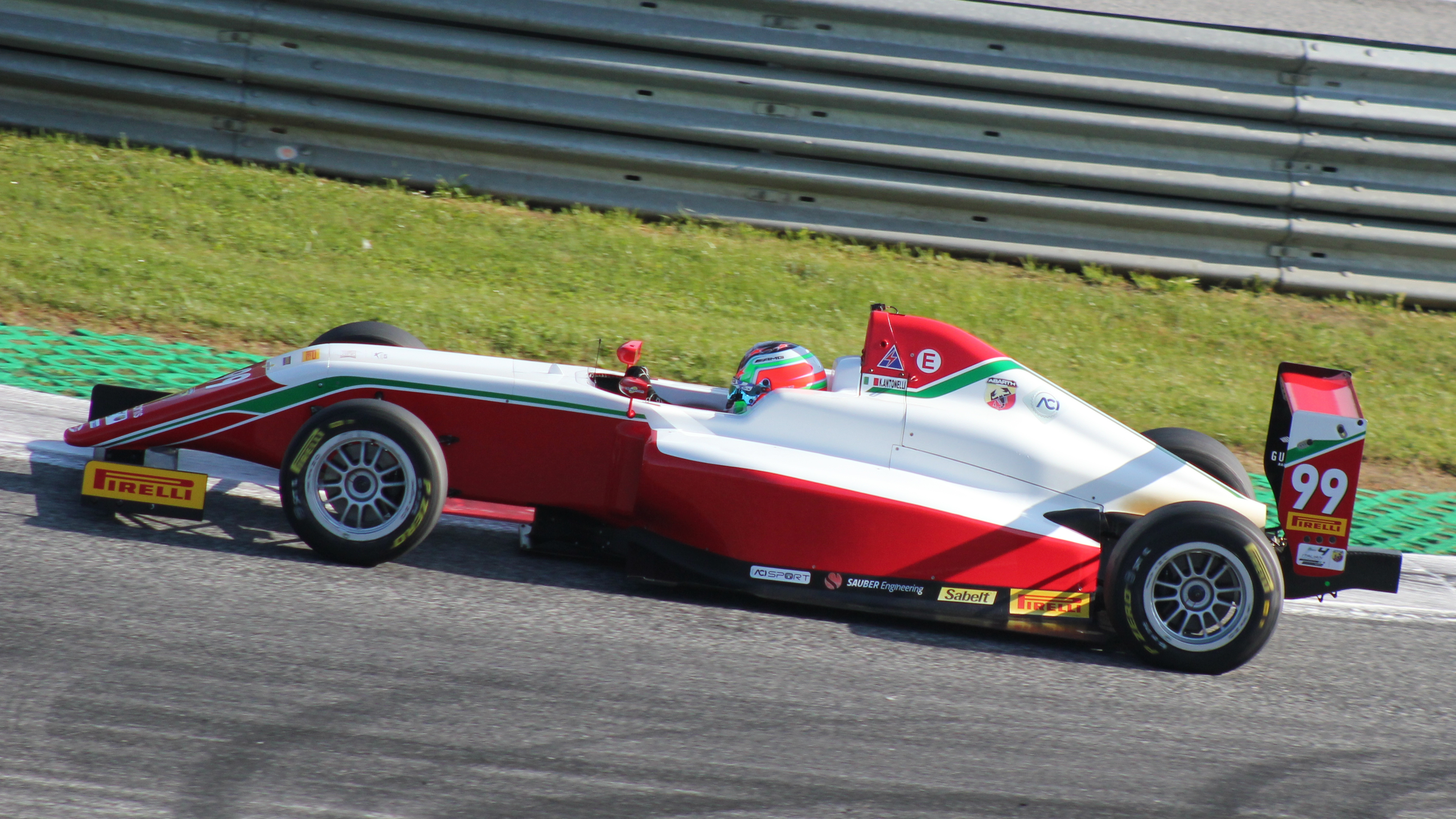
Antonelli en el Red Bull Ring, 2021.

Tuvo un buen comienzo de campaña, terminó como el mejor novato en su primera carrera y anotó cuatro puntos durante el fin de semana.
El italiano volvió a sumar puntos en la siguiente ronda en Mugello, pero su gran fin de semana sería el evento en Monza. Antonelli obtuvo el segundo lugar en la primera carrera después de una dura batalla con el líder del campeonato, Oliver Bearman, y obtuvo dos terceros lugares para culminar el fin de semana. 
En general, Antonelli terminó décimo en la clasificación a pesar de perderse la mayor parte de la temporada, estando a solo seis puntos del piloto de tiempo completo de Prema, Conrad Laursen, y terminó cuarto en el campeonato de novatos con cuatro victorias en la categoría.

#### 2022
En preparación para 2022, Antonelli participó en parte del Campeonato de EAU de Fórmula 4. Obtuvo el tercer lugar en la carrera de trofeos celebrada en apoyo del Gran Premio de Abu Dabi de 2021.

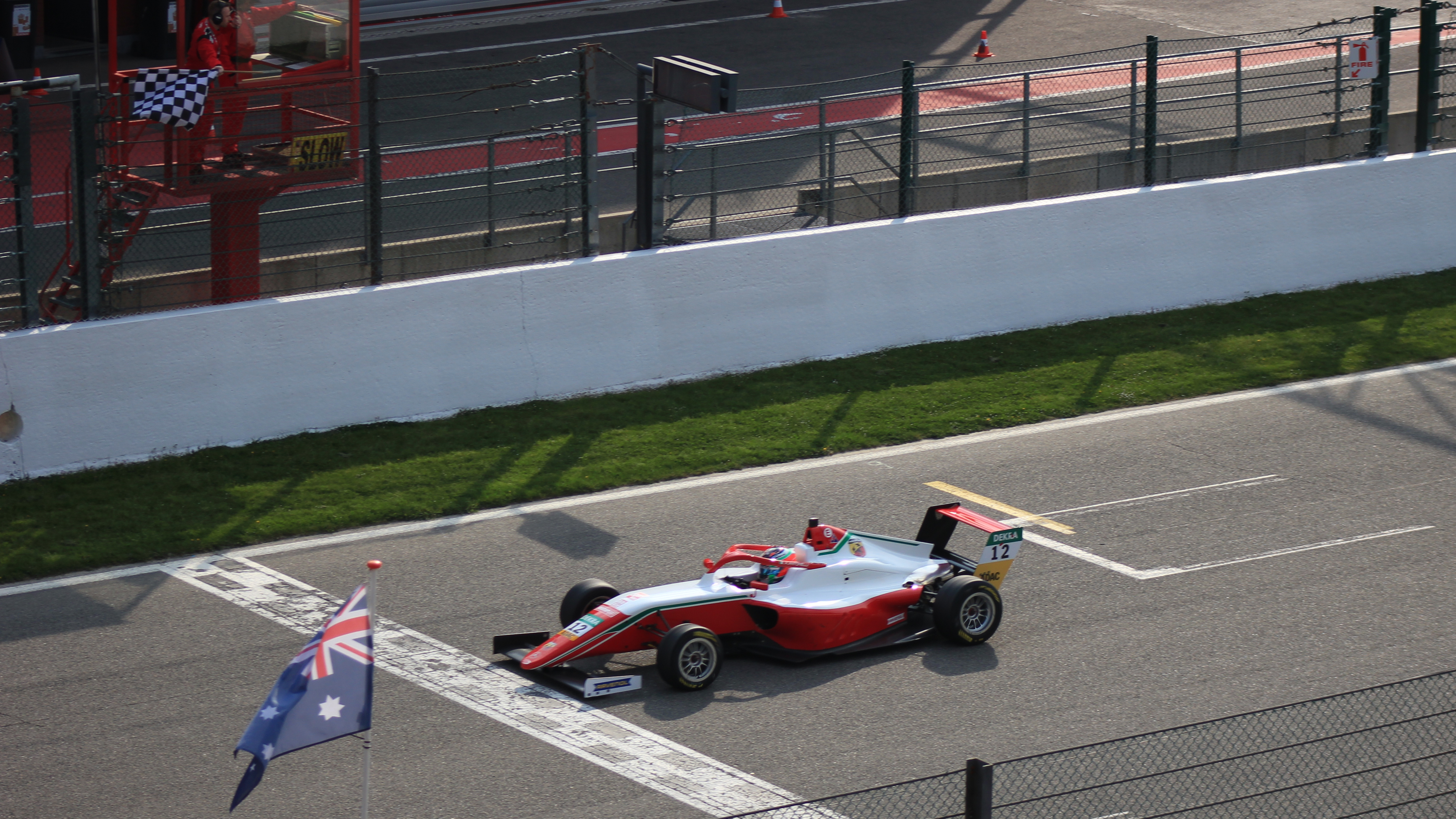
Antonelli en el Circuito de Spa-Francorchamps, 2022.

En el campeonato principal, originalmente estaba programado para disputar solo la tercera ronda, pero los problemas de salud de Rafael Câmara significaron que Antonelli lo reemplazó en la apertura de la temporada.
Tras su paso en medio oriente, el italiano se quedó con Prema para competir en el Campeonato de Italia de Fórmula 4 de 2022, junto con Charlie Wurz, Conrad Laursen y los miembros de la Academia de pilotos de Ferrari, James Wharton y Rafael Câmara. Su temporada comenzó de manera decepcionante, ya que Antonelli se vio obligado a retirarse de la carrera inaugural de la temporada en Imola después de un problema con la caja de cambios mientras lideraba con cinco vueltas para el final. Recibió daños en el alerón delantero después de pisar un bordillo en la Carrera 2 y fue penalizado por una colisión con su compañero de equipo Wharton en la Carrera 3, lo que lo degradó del cuarto al décimo.
Sin embargo, las siguientes rondas traerían éxito, con dos victorias en Misano y un triplete en Spa-Francorchamps y Vallelunga. Una nueva victoria en el Red Bull Ring y Monza, respectivamente, se sumó a la ventaja del campeonato de Antonelli, y se aseguró el título al ganar la Carrera 1 en Mugello.
Allí, Antonelli sumó tres victorias en ruta seguidas, pero perdió la última por una sanción. Antonelli acumuló otro podio en la ronda 3 y terminó octavo en la clasificación a pesar de perderse más de la mitad de la temporada.

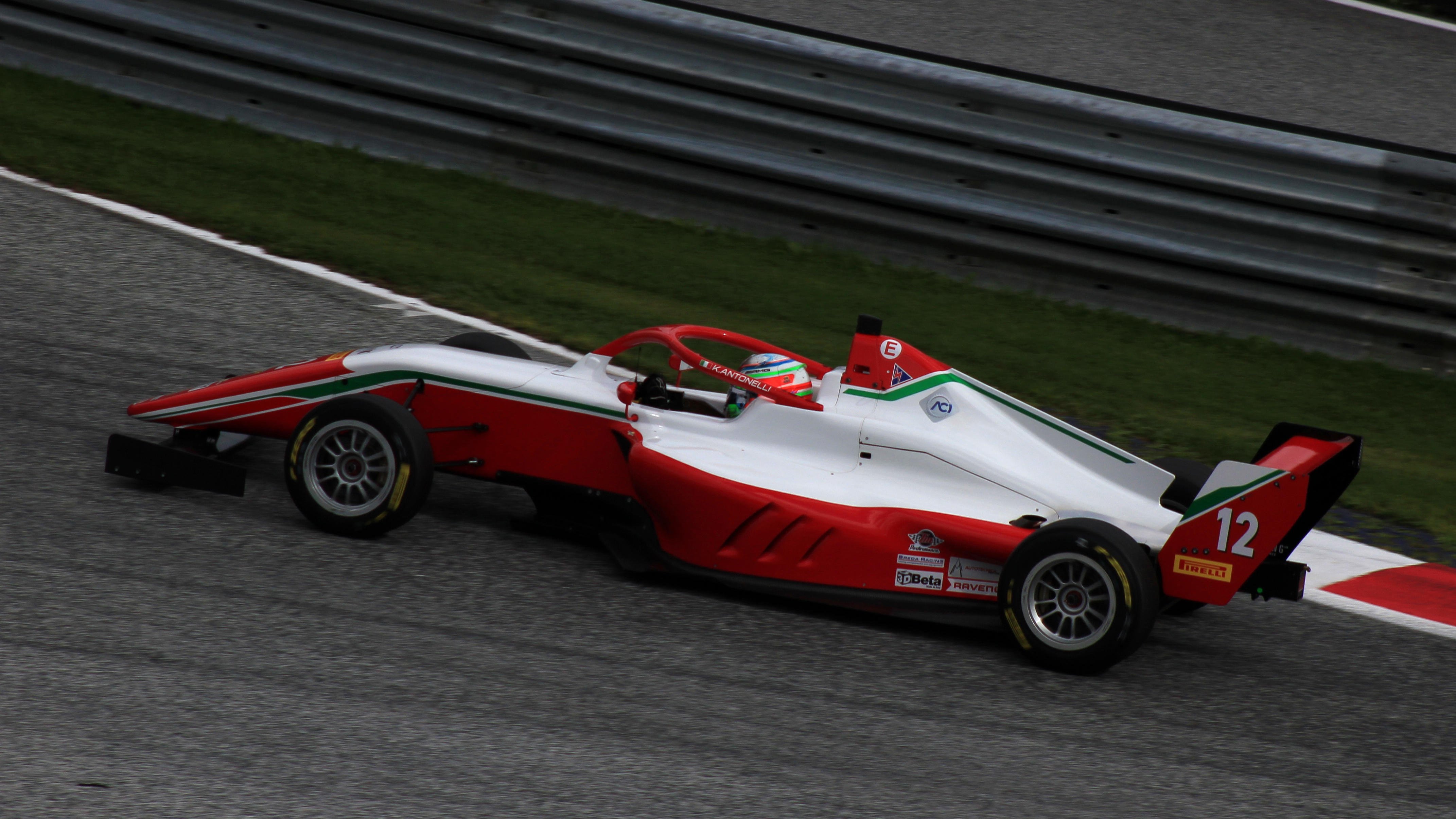
Antonelli en el Red Bull Ring, 2022.

Antonelli también compitió en la ADAC Fórmula 4 en paralelo con el Campeonato de Italia de Fórmula 4. Obtuvo dos victorias en la ronda 1 en Spa-Francorchamps antes de dominar por completo la ronda 2 en Hockenheimring, donde obtuvo todas las victorias posibles, poles y vueltas rápidas.
En la tercera ronda en Zandvoort obtuvo ambas pole position y dos vueltas rápidas y obtuvo dos victorias en las dos primeras carreras antes de perderse un triplete de victorias por 0.058 en la Carrera 3 de parrilla inversa donde su compañero de equipo Conrad Laursen se llevó la victoria. 
Luego a pesar de perderse el penúltimo evento en Lausitzring, el italiano se hizo con el campeonato a falta de una carrera, después de haber obtenido la victoria en las dos primeras carreras durante una ronda final afectada por el clima en Nürburgring.
En octubre de ese mismo año, se anunció que Antonelli representaría al equipo de Italia en la disciplina de la Copa F4 de los Motorsport Games de la FIA. Terminó ganando la clasificación y la carrera principal respectivamente, a pesar de competir con una muñeca izquierda rota debido a una colisión cerca del final de la clasificación.

### Fórmula Regional

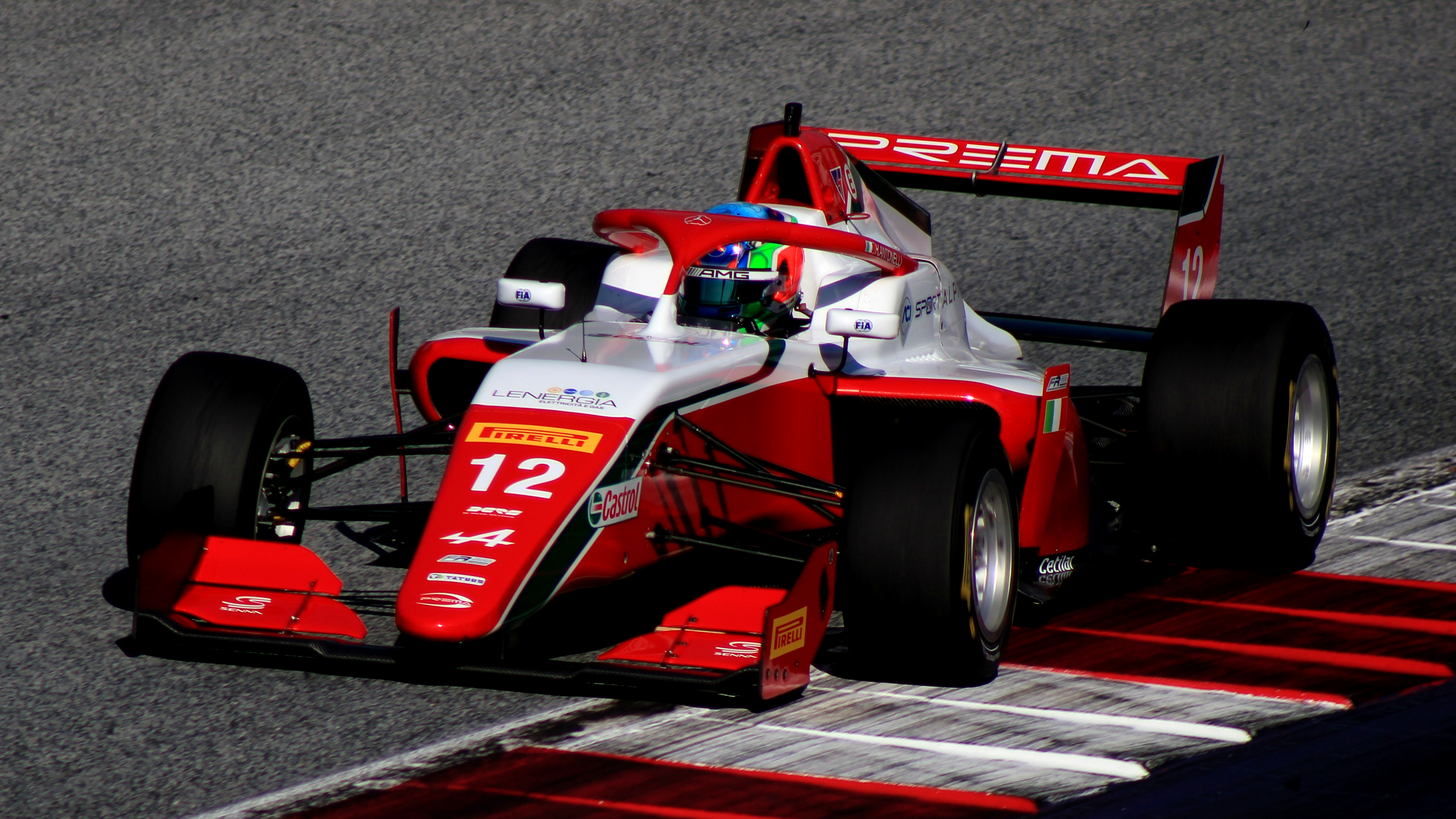
Antonelli en Red Bull Ring, 2023.

En 2022, Antonelli estaría presente en las pruebas de postemporada del Campeonato de Fórmula Regional Europea (FRECA), donde conduciendo para Prema Racing durante 136 vueltas, tras estas pruebas, tiempo después se confirmaría que Antonelli pasaría al FRECA y permanecería con Prema para la temporada 2023, además de disputar el campeonato de Medio Oriente con Mumbai Falcons a principios de año.
En este, el joven de 16 años se consagraría campeón con tres victorias en 15 carreras, asegurándose el título a falta de una carrera sobre su principal rival, el británico Taylor Barnard. Por su parte, en la FRECA, Antonelli logró su primera victoria en Spa-Francorchamps, tras varios podios iniciales. Posteriormente, añadió victorias en Mugello, Paul Ricard y Zandvoort, donde aseguró el título aún una ronda restante.

### Fórmula 2

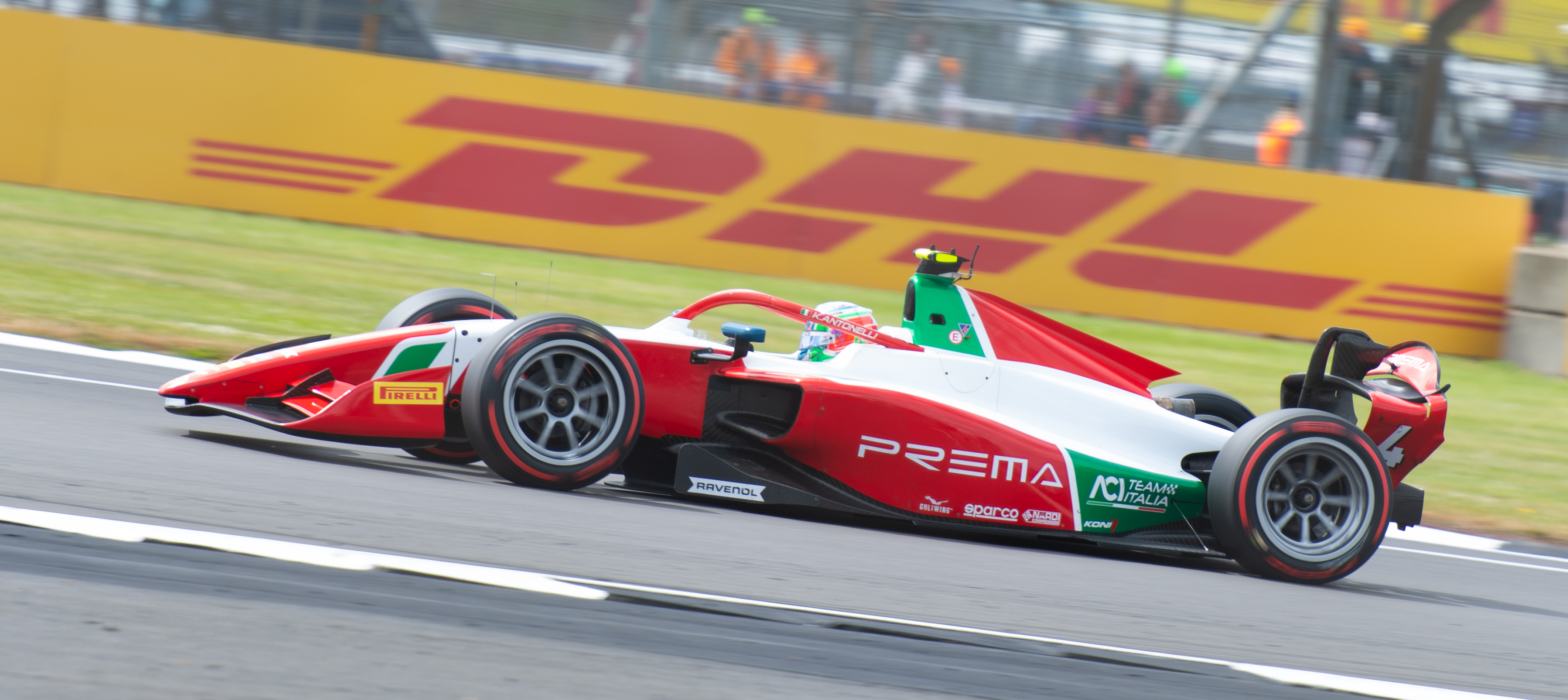
Antonelli en 2024.

Andrea Kimi Antonelli debutó en la Fórmula 2 en 2024 con Prema Racing, saltando directamente desde la FRECA, junto a Oliver Bearman. Tras una primera mitad de año sin grandes resultados, consiguió su primera victoria y podio en Silverstone, en una carrera corta bajo lluvia. Más tarde, logró su primera victoria en una carrera principal en Budapest. Su tercer y último podio fue en la carrera principal de Bakú. Terminó en la sexta posición del campeonato, sin haber disputado la última ronda por problemas de salud.

### Fórmula 1

#### Piloto de pruebas (2024)
Antonelli fue miembro del Equipo Júnior de Mercedes desde 2018 hasta 2024. El 17 de abril de 2024 manejó por primera vez un monoplaza de Fórmula 1 en unas pruebas privadas en Red Bull Ring al mando del Mercedes-AMG F1 W12 E Performance de 2021. Dos semanas después, completó 500 kilómetros a bordo del W13 en Imola.
En la semana del Gran Premio de Italia de 2024, el director de Mercedes Toto Wolff, confirmó la presencia de Antonelli en la primera sesión de entrenamientos a bordo del W15 en el Autodromo Nazionale di Monza.
Luego de eso, disputaría una nueva sesión de entrenamientos en México y también sería parte de la postemporada junto a Mercedes.

#### Mercedes (2025)

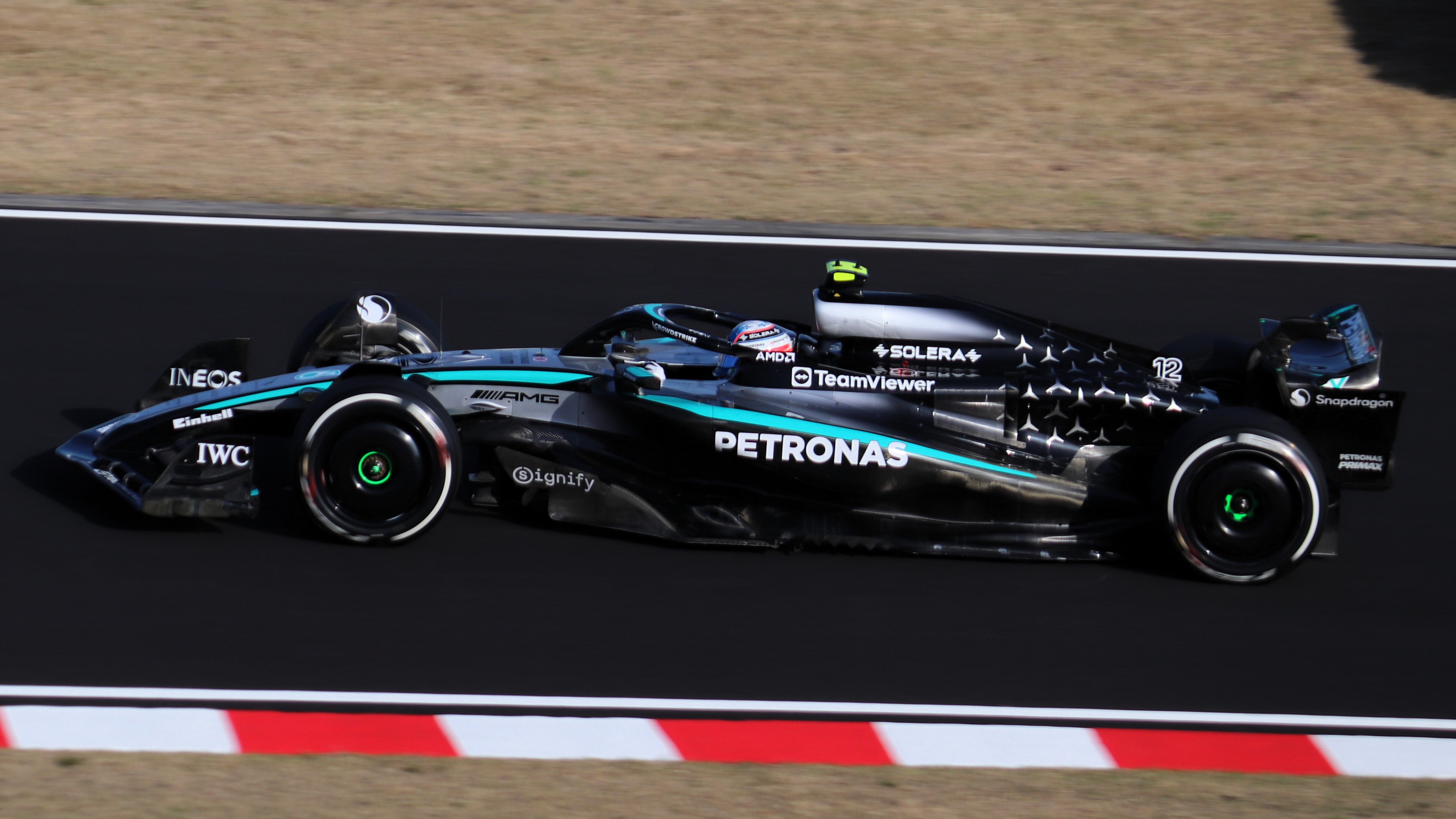
Antonelli en el Gran Premio de Japón.

El día posterior a su primera experencia en un entrenamiento libre de F1, Mercedes oficializó la incorporación del italiano a la escudería en sustitución de Lewis Hamilton para 2025. Se convirtió en el primer piloto italiano en la Fórmula 1 desde que Antonio Giovinazzi corrió a tiempo completo en la temporada 2021.
En su debut, en Australia, finalizó en la cuarta posición luego de que la FIA le retirara una sanción por un supuesto relanzamiento inseguro en pits. Con 18 años y 202 días, Antonelli se convirtió en el tercer piloto más joven en comenzar una carrera de Fórmula 1, detrás de Max Verstappen y Lance Stroll, y en el segundo piloto más joven en sumar puntos. En el Gran Premio de Japón logró dos récords, se convirtió en el piloto más joven en liderar un Gran Premio y en lograr una vuelta rápida, registros que poseía Max Verstappen. En el Gran Premio de Canadá, se convirtió en el tercer piloto más joven en lograr un podio al terminar tercero, con 18 años y 294 días.

## Vida personal
Su padre Marco también fue piloto de carreras, y actualmente es propietario del equipo AKM Motorsport, que compite en el Campeonato de Italia de Fórmula 4. Antonelli comparte su segundo nombre con el de Kimi Räikkönen, campeón mundial de Fórmula 1 en 2007. Antonelli ha declarado que el nombre fue dado por Enrico Bertaggia a su padre, quien quería que su hijo tuviera un nombre extranjero después de "Andrea", y que no se le puso el nombre en honor a Räikkönen.

### Recepción
Antonelli ha sido descrito como uno de los mejores talentos en las carreras de monoplazas. El jefe del equipo Mercedes, Toto Wolff, apoyó a Antonelli desde su carrera en el karting y ha hablado abiertamente sobre el piloto que compite para el equipo en la Fórmula 1 en 2025, como reemplazo de Lewis Hamilton, a quien Hamilton también alentó. Antonelli también ha sido descrito como rápido y consistente en informes de Mercedes, incluso del director técnico James Allison. Los pilotos de Fórmula 1 también han reconocido su habilidad, incluidos Max Verstappen y George Russell. A pesar de esto, Wolff afirmó que era culpable de "hablar demasiado" de Antonelli antes de su ascenso a la Fórmula 2, saltándose la Fórmula 3, debido a su corta edad, diciendo que "necesita aprender y desarrollarse, entender qué hacer y si estará en la Fórmula 1 si todo va según lo previsto".

## Resumen de carrera
| Temporada | Categoría                                          | Equipo                                 | Carreras          | Victorias         | Poles             | VR                | Podios            | Puntos            | Pos.              |
| --------- | -------------------------------------------------- | -------------------------------------- | ----------------- | ----------------- | ----------------- | ----------------- | ----------------- | ----------------- | ----------------- |
| 2021      | Campeonato de Italia de Fórmula 4                  | Prema Powerteam                        | 9                 | 0                 | 0                 | 0                 | 3                 | 54                | 10.º              |
| 2021      | Campeonato de la Zona Central Europea de Fórmula 4 | Prema Powerteam                        | 2                 | 0                 | ?                 | ?                 | 0                 | 18                | 9.º               |
| 2021      | Campeonato de EAU de Fórmula 4 - Ronda Trofeo      | Abu Dhabi Racing by Prema              | 1                 | 0                 | 1                 | 0                 | 1                 | N/A               | 3.º               |
| 2022      | Campeonato de Italia de Fórmula 4                  | Prema Racing                           | 20                | 13                | 14                | 14                | 15                | 362               | 1.º               |
| 2022      | ADAC Fórmula 4                                     | Prema Racing                           | 15                | 9                 | 7                 | 8                 | 12                | 313               | 1.º               |
| 2022      | Campeonato de EAU de Fórmula 4                     | Prema Racing                           | 4                 | 2                 | 1                 | 2                 | 4                 | 117               | 8.º               |
| 2022      | Campeonato de EAU de Fórmula 4                     | Abu Dhabi Racing by Prema              | 4                 | 0                 | 0                 | 1                 | 1                 | 117               | 8.º               |
| 2022      | Motorsport Games de la FIA                         | Team Italy                             | 1                 | 1                 | 1                 | 1                 | 1                 | N/A               | 1.º               |
| 2023      | Campeonato de Fórmula Regional de Medio Oriente    | Mumbai Falcons Racing Limited          | 15                | 3                 | 3                 | 5                 | 7                 | 192               | 1.º               |
| 2023      | Campeonato de Fórmula Regional Europea             | Prema Racing                           | 20                | 5                 | 4                 | 5                 | 11                | 300               | 1.º               |
| 2023      | Campeonato Italiano de GT - GT3 Pro Cup            | AKM Motorsport                         | 2                 | 1                 | 1                 | 2                 | 2                 | 32                | 8.º               |
| 2024      | Campeonato de Fórmula 2 de la FIA                  | PREMA Racing                           | 26                | 2                 | 0                 | 3                 | 3                 | 113               | 6.º               |
| 2024      | Fórmula 1                                          | Mercedes-AMG PETRONAS Formula One Team | Piloto de pruebas | Piloto de pruebas | Piloto de pruebas | Piloto de pruebas | Piloto de pruebas | Piloto de pruebas | Piloto de pruebas |
| 2025      | Fórmula 1                                          | Mercedes-AMG PETRONAS Formula One Team | Disputándose      | Disputándose      | Disputándose      | Disputándose      | Disputándose      | Disputándose      | Disputándose      |
| Fuente:   |                                                    |                                        |                   |                   |                   |                   |                   |                   |                   |

## Resultados

### Campeonato de Italia de Fórmula 4
(Clave) (negrita indica pole position) (cursiva indica vuelta rápida puntuable)

| Año  | Equipo          | 1   | 1   | 1   | 2   | 2   | 2   | 3   | 3   | 3   | 4   | 4   | 4   | 5   | 5   | 5   | 6   | 6   | 6   | 7   | 7   | 7   | Pos. | Puntos | Ref. |
| ---- | --------------- | --- | --- | --- | --- | --- | --- | --- | --- | --- | --- | --- | --- | --- | --- | --- | --- | --- | --- | --- | --- | --- | ---- | ------ | ---- |
| 2021 | Prema Powerteam | LEC | LEC | LEC | MIS | MIS | MIS | VLL | VLL | VLL | IMO | IMO | IMO | SPI | SPI | SPI | MUG | MUG | MUG | MNZ | MNZ | MNZ | 10.º | 54     |      |
| 2021 | Prema Powerteam |     |     |     |     |     |     |     |     |     |     |     |     | 9   | 12  | 9   | 10  | 10  | 13  | 2   | 3   | 3   | 10.º | 54     |      |

| Año  | Equipo       | 1   | 1   | 1   | 2   | 2   | 2   | 3   | 3   | 3   | 4   | 4   | 4   | 5   | 5   | 5   | 5   | 6   | 6   | 6   | 7   | 7   | 7   | Pos. | Puntos | Ref. |
| ---- | ------------ | --- | --- | --- | --- | --- | --- | --- | --- | --- | --- | --- | --- | --- | --- | --- | --- | --- | --- | --- | --- | --- | --- | ---- | ------ | ---- |
| 2022 | Prema Racing | IMO | IMO | IMO | MIS | MIS | MIS | SPA | SPA | SPA | VLL | VLL | VLL | SPI | SPI | SPI | SPI | MNZ | MNZ | MNZ | MUG | MUG | MUG | 1.º  | 362    |      |
| 2022 | Prema Racing | 25† | 24  | 10  | 1   | 1   | 2   | 1   | 1   | 1   | 1   | 1   | 1   |     | 1   | 23  | 2   | 11  | 1   | C   | 1   | 1   | 1   | 1.º  | 362    |      |

### ADAC Fórmula 4
(Clave) (negrita indica pole position) (cursiva indica vuelta rápida puntuable)

| Año  | Equipo       | 1   | 1   | 1   | 2   | 2   | 2   | 3   | 3   | 3   | 4    | 4    | 4    | 5   | 5   | 5   | 6    | 6    | 6    | Pos. | Puntos | Ref. |
| ---- | ------------ | --- | --- | --- | --- | --- | --- | --- | --- | --- | ---- | ---- | ---- | --- | --- | --- | ---- | ---- | ---- | ---- | ------ | ---- |
| 2022 | Prema Racing | SPA | SPA | SPA | HOC | HOC | HOC | ZAN | ZAN | ZAN | NÜR1 | NÜR1 | NÜR1 | LAU | LAU | LAU | NÜR2 | NÜR2 | NÜR2 | 1.º  | 313    |      |
| 2022 | Prema Racing | 1   | 1   | 4   | 1   | 1   | 1   | 1   | 1   | 2   | 2    | 2    | 4    |     |     |     | 1    | 1    | 6    | 1.º  | 313    |      |

### Motorsport Games de la FIA
(Clave) (negrita indica pole position) (cursiva indica vuelta rápida puntuable)

| Año  | Escudería  | Clase     | Q   | QR  | Pos. | Ref. |
| ---- | ---------- | --------- | --- | --- | ---- | ---- |
| 2022 | Team Italy | Fórmula 4 | 1.º | 1.º | 1.º  |      |

### Campeonato de Fórmula Regional de Medio Oriente
(Clave) (negrita indica pole position) (cursiva indica vuelta rápida puntuable)

| Año  | Equipo                        | 1    | 1    | 1    | 2    | 2    | 2    | 3    | 3    | 3    | 4    | 4    | 4    | 5   | 5   | 5   | Pos. | Puntos | Ref. |
| ---- | ----------------------------- | ---- | ---- | ---- | ---- | ---- | ---- | ---- | ---- | ---- | ---- | ---- | ---- | --- | --- | --- | ---- | ------ | ---- |
| 2023 | Mumbai Falcons Racing Limited | DUB1 | DUB1 | DUB1 | KUW1 | KUW1 | KUW1 | KUW2 | KUW2 | KUW2 | DUB2 | DUB2 | DUB2 | YMC | YMC | YMC | 1.º  | 192    |      |
| 2023 | Mumbai Falcons Racing Limited | 4    | 6    | 2    | 2    | Ret  | 2    | 1    | 1    | 4    | 1    | 10   | 4    | 15  | 13  | 2   | 1.º  | 192    |      |

### Campeonato de Fórmula Regional Europea
(Clave) (negrita indica pole position) (cursiva indica vuelta rápida)

| Año  | Equipo       | 1   | 1   | 2   | 2   | 3   | 3   | 4   | 4   | 5   | 5   | 6   | 6   | 7   | 7   | 8   | 8   | 9   | 9   | 10  | 10  | Pos. | Puntos | Ref. |
| ---- | ------------ | --- | --- | --- | --- | --- | --- | --- | --- | --- | --- | --- | --- | --- | --- | --- | --- | --- | --- | --- | --- | ---- | ------ | ---- |
| 2023 | Prema Racing | IMO | IMO | BAR | BAR | BUD | BUD | SPA | SPA | MUG | MUG | LEC | LEC | SPI | SPI | MNZ | MNZ | ZAN | ZAN | HOC | HOC | 1.º  | 300    |      |
| 2023 | Prema Racing | 2   | Ret | 2   | 2   | 5   | 6   | 4   | 1   | 2   | 1   | 5   | 1   | 4   | 3   | 11  | 1   | 2   | 1   | 6   | 6   | 1.º  | 300    |      |

### Campeonato de Fórmula 2 de la FIA
(Clave) (negrita indica pole position) (cursiva indica vuelta rápida puntuable)

| Año  | Escudería    | 1   | 1   | 2   | 2   | 3   | 3   | 4   | 4   | 5   | 5   | 6   | 6   | 7   | 7   | 8   | 8   | 9   | 9   | 10  | 10  | 11  | 11  | 12  | 12  | 13  | 13  | 14  | 14  | Pos. | Puntos | Ref.   |
| ---- | ------------ | --- | --- | --- | --- | --- | --- | --- | --- | --- | --- | --- | --- | --- | --- | --- | --- | --- | --- | --- | --- | --- | --- | --- | --- | --- | --- | --- | --- | ---- | ------ | ------ |
| 2024 | PREMA Racing | SAK | SAK | YED | YED | MEL | MEL | IMO | IMO | MON | MON | BAR | BAR | SPI | SPI | SIL | SIL | BUD | BUD | SPA | SPA | MNZ | MNZ | BAK | BAK | LUS | LUS | YMC | YMC | 6.º  | 113    | [ 69 ] |
| 2024 | PREMA Racing | 14  | 10  | 6   | 6   | Ret | 4   | 10  | 4   | 4   | 7   | 15  | 12  | 15  | 13  | 1   | Ret | 14  | 1   | 6   | 9   | 18  | 4   | 7   | 3   | 19† | Ret | WD  | WD  | 6.º  | 113    | [ 69 ] |

### Fórmula 1
(Clave) (negrita indica pole position) (cursiva indica vuelta rápida)

| Año     | Escudería                              | 1     | 2      | 3     | 4      | 5     | 6      | 7       | 8      | 9       | 10    | 11      | 12      | 13     | 14     | 15  | 16     | 17  | 18  | 19  | 20     | 21  | 22  | 23  | 24  | Pos. | Puntos |
| ------- | -------------------------------------- | ----- | ------ | ----- | ------ | ----- | ------ | ------- | ------ | ------- | ----- | ------- | ------- | ------ | ------ | --- | ------ | --- | --- | --- | ------ | --- | --- | --- | --- | ---- | ------ |
| 2024    | Mercedes-AMG PETRONAS Formula One Team | BHR   | ARA    | AUS   | JPN    | CHN   | MIA    | EMI     | MON    | CAN     | ESP   | AUT     | GBR     | HUN    | BEL    | NED | ITA TD | AZE | SIN | USA | MEX TD | SÃO | LVG | QAT | ABU |      |        |
| 2025*   | Mercedes-AMG PETRONAS Formula One Team | AUS 4 | CHN 67 | JPN 6 | BHR 11 | ARA 6 | MIA 67 | EMI Ret | MON 18 | ESP Ret | CAN 3 | AUT Ret | GBR Ret | BEL 16 | HUN 10 | NED | ITA    | AZE | SIN | USA | MEX    | SÃO | LVG | QAT | ABU | 7.º  | 64     |
| Fuente: |                                        |       |        |       |        |       |        |         |        |         |       |         |         |        |        |     |        |     |     |     |        |     |     |     |     |      |        |

- * Temporada en progreso.